# یه هوانمینگ
یه هوانمینگ (انگلیسی: Ye Huanming؛ زادهٔ ۶ اوت ۱۹۶۵) وزنه‌بردار اهل چین بود.